# La Bendición
La Bendición är en ort i Mexiko.   Den ligger i kommunen Tepic och delstaten Nayarit, i den centrala delen av landet, 600 km väster om huvudstaden Mexico City. La Bendición ligger 742 meter över havet och antalet invånare är 171.
Terrängen runt La Bendición är kuperad. Runt La Bendición är det ganska tätbefolkat, med 199 invånare per kvadratkilometer. Närmaste större samhälle är Tepic, 11,9 km sydväst om La Bendición. I omgivningarna runt La Bendición växer huvudsakligen savannskog.